# Jean-Baptiste Brochier
Pour les articles homonymes, voir Brochier.
Jean-Baptiste Séraphin-Charlemagne-Dieudonné Brochier, né à Marseille le 25 avril 1829, mort dans la même ville le 2 juillet 1886, est un homme politique français et maire de Marseille.

## Biographie

### Débuts politiques
Brochier commence sa carrière comme employé dans les services vicinaux puis ouvre un commerce en 1867 au 17 rue Haxo. En tant qu’ingénieur il se spécialise dans l’industrie mécanique. Il mène une campagne active contre le second Empire. Franc-maçon il se préoccupe de l’instruction et surtout de l’enseignement professionnel. En 1870, Esquiros franc-maçon également, est nommé administrateur supérieur du département, lui confie, par arrêté du 14 octobre 1870 les fonctions de directeur général des services de l’instruction professionnelle dans le département des Bouches-du-Rhône. Dès le 5 janvier 1871 il dépose à la préfecture son rapport sur l’enseignement professionnel qui fit l’objet d’une brochure imprimée. Le 19 juin 1871 il est élu au Conseil Général en battant Rabatau. Élu au Conseil municipal, il démissionne de son mandat de conseiller général. À la mairie il est adjoint délégué à l’enseignement.

### Le Maire
Aux élections municipales des 9 et 16 janvier 1881, trois listes étaient en présence : le Comité Central dont fait partie Brochier, l’Union Républicaine et celle de la droite. La première liste l’emporte et le décret du 30 janvier 1881 nomme Brochier maire de Marseille après installation de la nouvelle municipalité par le préfet Poubelle. Il sera le dernier maire nommé par décret. Ses collègues le confirment dans ses fonctions lors de la promulgation de la Loi municipale de mars 1882.
En pleine campagne législative de l’été 1881 eut lieu le 14 août 1881 la catastrophe des arènes du Prado. Au cours d’une course de taureaux qui avait lieu à hauteur du 127 avenue du Prado, une tribune s’effondra entraînant dans sa chute de nombreux spectateurs. Cette catastrophe qui fit 22 morts et des centaines de blessés . Brochier qui s’était rendu sur place, retira sa candidature aux législatives.
Les principaux travaux réalisés sous son mandat furent le percement de la rue Colbert, projet déjà ancien car la rue devait se nommer rue de l’Impératrice, avec malheureusement la destruction de l’église gothique de Saint-Martin qui n’eut lieu il est vrai qu’en 1887 alors que Brochier n’était plus maire. Les travaux coûtèrent 14 millions de francs au lieu des 6 prévus. Il avait été envisagé de réaliser une faculté des sciences au nord du palais Longchamp et une faculté de médecine dans la rue des Vertus ; ces deux projets n’eurent pas de suite.
Si l’intégrité de Brochier ne fut jamais mise en doute, il n’en a pas été  de même pour son entourage. En effet Audibert, un de ses adjoints compromis dans une affaire de repris de justice, est révoqué par décret ministériel. Par la suite Garnier, délégué aux emplacements publics, compromis dans une affaire avec d’éventuels pots de vin, est suspendu de ses fonctions par le préfet le 21 février 1884. Après les élections de février 1884, Brochier est mis en minorité. Il démissionne le 15 mai. Quelques jours plus tard une épidémie de choléra faisait son apparition à Marseille.

### Décès
Deux ans après sa démission, il mourut d’une fluxion de poitrine à son domicile du 21 rue de la république. Son frère qui était catholique désirait qu’il y ait des obsèques religieuses, mais les francs-maçons s’y opposèrent. À son enterrement les délégués des loges maçonniques prononcèrent des discours en présence du maire Allard. Son nom a été donné à une rue du cinquième arrondissement de Marseille ainsi qu'à un lycée du dixième arrondissement.